# Rada Supremă a Ucrainei
Rada Supremă a Ucrainei (în ucraineană Верховна Рада України, transliterat Verhovna Rada Ukrainî 'Consiliul Suprem al Ucrainei', cu abrevierea ucraineană ВРУ), adesea pur și simplu Rada Supremă sau doar Rada, este numele Parlamentului unicameral al Ucrainei, compus din 450 de deputați, numiți «deputați ai poporului» (în ucraineană народний депутат), care sunt prezidați de un președinte. Rada Supremă se găsește în clădirea Radei Supreme din capitala Kiev a Ucrainei. Deputații aleși la 21 iulie în alegerile parlamentare din Ucraina din 2019 și-au început mandatul la 29 august 2019.
Cuvântul rada înseamnă în limba ucraineană «consiliu».
Rada Supremă s-a dezvoltat din sistemele organului reprezentativ republican cunoscut în Uniunea Sovietică drept Sovietul Suprem (Consiliul Suprem), care a fost înființat pentru prima dată la 26 iunie 1938 ca tip de legislativ al RSS Ucraineene după dizolvarea Congresului Sovietelor al RSS Ucraineene.
A 12-a convocare a Sovietului Suprem al RSS Ucrainei (ales în 1990) a emis Declarația de independență a Ucrainei, a introdus elemente ale economiei de piață și liberalizarea politică și a schimbat oficial numărul sesiunilor sale, proclamându-se prima convocare a „Radei Supreme a Ucrainei”. Actualul parlament este a noua convocare. Din cauza războiului din Donbas și a anexării unilaterale a Crimeei de către Rusia, alegerile pentru circumscripțiile situate în Donbas și Crimeea nu au avut loc la alegerile din 2014 și 2019; prin urmare, componența actuală a Radei Supreme este formată din 424 de deputați.
La ultimele alegeri pentru Rada Supremă se folosește un sistem de vot mixt. Jumătate din mandate sunt distribuite pe liste de partide cu un prag electoral de 5% și jumătate prin alegeri în circumscripții uninominale. Metoda alegerilor mixte 50/50 a fost utilizată la alegerile din 2002, 2012, 2014 și 2019; cu toate acestea, în 2006 și 2007, alegerile s-au desfășurat numai în sistem proporțional. Conform legii electorale care a devenit valabilă la 1 ianuarie 2020, următoarele alegeri pentru Rada Supremă, stabilite pentru 2023, se vor desfășura din nou în regim proporțional.